# Insatiable (singolo Nadine)
Insatiable è il singolo di debutto della cantante pop irlandese Nadine, componente del noto gruppo delle Girls Aloud, pubblicato il 1º novembre 2010 dall'etichetta discografica Black Pen Records.
Il brano, scritto dalla stessa Nadine Coyle insieme a Guy Chambers e prodotto da Ricci Riccardi, anticipa la pubblicazione del primo disco della cantante, intitolato anch'esso Insatiable. La versione digitale del singolo, pubblicata sui negozi di musica online, contiene anche una versione demo del brano Enough Is Never Enough.
Per la promozione del singolo è stato realizzato anche un video musicale, diretto dal regista Wayne Isham e presentato al pubblico il 3 ottobre 2010.

## Tracce
Download digitale
1. Insatiable
2. Insatiable (PjOE & Timka Re-Mix Edit)
3. Insatiable (PjOE & Timka Re-Mix Extended)
4. Enough Is Never Enough (Demo)

CD singolo
1. Insatiable
2. Insatiable (PjOE & Timka Re-Mix Edit)
3. Insatiable (PjOE & Timka Re-Mix Extended)

## Classifiche
| Classifica (2010) | Posizione massima |
| ----------------- | ----------------- |
| Irlanda           | 20                |
| Regno Unito       | 26                |